# Amicactenus pergulanus
Espèce
Synonymes
- Ctenus pergulanus Arts, 1912

Amicactenus pergulanus est une espèce d'araignées aranéomorphes de la famille des Ctenidae.

## Distribution
Cette espèce se rencontre en Afrique de l'Ouest et en Afrique centrale.

## Description
La femelle holotype mesure 25 mm.

## Publication originale
- Arts, 1912 : Zusammenstellung der afrikanischen Arten der Gattung Ctenus. Jahrbuch der Hamburgischen Wissenschaftlichen Anstalten, vol. 29, no 2, p. 183-218 (texte intégral).